# Были (Кировская область)
Были — деревня в Унинском районе Кировской области.

## География
Располагается на расстоянии примерно 19 км по прямой на восток-северо-восток от райцентра поселка Уни.

## История
Известна с 1764 года как починок Лемской с населением 51 человек. В 1873 году здесь (починок Лемской или Былевский) было отмечено дворов 22 и жителей 120, в 1905 36 и 207, в 1926 (деревня Были или Лемский) 41 и 225, в 1950 28 и 111, в 1989 оставалось 43 человека. Настоящее название утвердилось с 1939 года . До 2021 года входила в состав Сосновского сельского поселения до его упразднения.

## Население
Постоянное население  составляло 32 человека (русские 100%) в 2002 году, 11 в 2010.